# Bikin Eitei
Bikin Eitei (auch: Nakaa) ist ein Motu der Makin-Inselgruppe der pazifischen Inselrepublik Kiribati.

## Geographie
Bikin Eitei ist eine kleine Insel am Nordende der Insel Makin.